# 1. etape af Tour de France 2007
Første etape af Tour de France 2007 blev kørt søndag d. 8. juli og gik fra London til Canterbury (begge i England).
Ruten var 203 km. lang og havde etapestart på gaden "The Mall" i Londons indre by.

## Kort referat af etapen
Etapens begivenheder indledtes af skotten David Millar, som stak af fra feltet efter blot 7 km's kørsel. Saunier Duval-Prodir-rytteren kørte alene indtil kort efter den første indlagte spurt, efter 46,5 km, hvor han blev indhentet af en kvartet bestående af:
- Andrej Grivko – Team Milram
- Aleksandet Kuschynski – Liquigas
- Freddy Bichot – Agritubel
- Stephane Auge – Cofidis

Disse fem ryttere blev hentet af feltet kort før den sidste pointspurt
Udbruddet blev indhentet før den sidste stigning, men Stephane Auge valgte at fortsætte for at sikre sig point i konkurrencen om den prikkede trøje, hvilket lykkedes. David Millar øjnede samme mulighed, selvom han var blevet indhentet, og med to point var de to konkurrenter á point. David Millar sikrede sig førstepladsen i bjergkonkurrencen, da han lå bedre placeret i den samlede stilling.
Vinder af etapen blev Robbie McEwen, der var styrtet omkring 20 km før mål. Kort før mål nåede han med hjælp fra sit hold op til feltet, og i den afsluttende massespurt oversprintede han de øvrige.
- Etape: 1
- Dato: 8. juli
- Længde: 203 km
- Danske resultater:

129. Michael Rasmussen + 0.00
- Gennemsnitshastighed: 43,65 km/t

## Sprint og bjergpasseringer

### 1. sprint (Gillingham)
Efter 46.5 km
| Vinder | David Millar         | 6p, 6s |
| 2.     | Andrey Grivko        | 4p, 4s |
| 3.     | Aleksandr Kuschynski | 2p, 2s |

### 2. sprint (Teston)
Efter 76 km
| Vinder | [[David Millar]]         | 6 P og 6 s |
| 2.     | [[Andrey Grivko]]        | 4 P og 4 s |
| 3.     | [[Aleksandr Kuschynski]] | 2 P og 2 s |

### 3. sprint (Tenterden)
Efter 140,5 km
| Vinder | [[Aleksandr Kuschynski]] | 6 P og 6 s |
| 2.     | [[Freddy Bichot]]        | 4 P og 4 s |
| 3.     | [[Andrey Grivko]]        | 2 P og 2 s |

### 1. bjerg (Côte de Southborough)
4. kategori stigning efter 94,1 km
| Plads | Navn                 | Point |
| ----- | -------------------- | ----- |
| 1.    | David Millar         | 3     |
| 2.    | Andrey Grivko        | 2     |
| 3.    | Aleksandr Kuschynski | 1     |

### 2. bjerg (Côte de Southborough)
4. kategori stigning efter 121 km.
| Plads | Navn                 | Point |
| ----- | -------------------- | ----- |
| 1.    | Freddy Bichot        | 3     |
| 2.    | Stéphane Augé        | 2     |
| 3.    | Aleksandr Kuschynski | 1     |

### 3. bjerg (Côte de Farthing Common)
4. kategori stigning efter 183 km.
| Plads | Navn               | Point |
| ----- | ------------------ | ----- |
| 1.    | Stéphane Augé      | 3     |
| 2.    | David Millar       | 2     |
| 3.    | David de la Fuente | 1     |

## Udgåede ryttere
- 135 Eduardo Gonzalo Ramírez fra Agritubel udgik under etapen efter at have pådraget sig en skulderskade efter en kollision med en holdbil.

## Resultatliste
|    | Navn               | Land       | Hold               | Tid      |
| -- | ------------------ | ---------- | ------------------ | -------- |
| 1  | Robbie McEwen      | Australien | Predictor-Lotto    | 04:39.01 |
| 2  | Thor Hushovd       | Norge      | Crédit Agricole    | + 0.00   |
| 3  | Tom Boonen         | Belgien    | Quick Step         | + 0.00   |
| 4  | Sébastien Chavanel | Frankrig   | Française des Jeux | + 0.00   |
| 5  | Romain Feillu      | Frankrig   | ag2r               | + 0.00   |
| 6  | Robert Förster     | Tyskland   | Gerolsteiner       | + 0.00   |
| 7  | Óscar Freire       | Spanien    | Rabobank           | + 0.00   |
| 8  | Marcus Burghardt   | Tyskland   | T-Mobile           | + 0.00   |
| 9  | Francisco Ventoso  | Spanien    | Saunier Duval      | + 0.00   |
| 10 | Tomas Vaitkus      | Litauen    | Discovery Channel  | + 0.00   |

- Wikimedia Commons har flere filer relateret til 1. etape af Tour de France 2007